# Studentenweerbaarheid

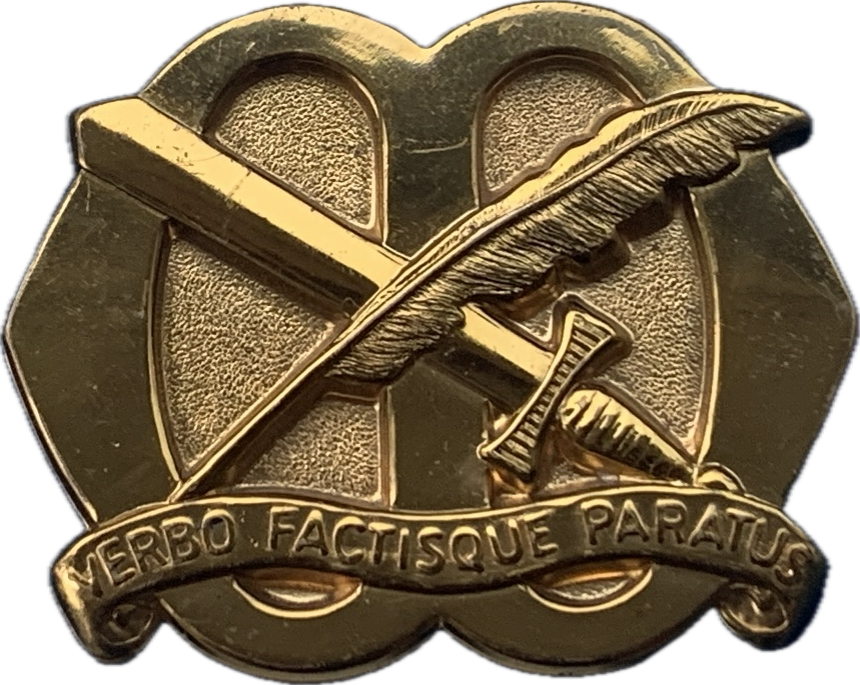
Het baretembleem van de Studentenweerbaarheden.

Een studentenweerbaarheid is van oorsprong een gelegenheidsgevechtseenheid (of militie) in Nederland, die uit universitaire studenten bestaat. De vrijwillig dienende studenten dienden als flankeurs of jagers. De huidige studentenweerbaarheden zijn (sub)verenigingen voor studenten in het hoger onderwijs, die haar leden de gelegenheid bieden om informeel kennis te maken met verschillende aspecten van de krijgsmacht.

## Geschiedenis

### 17de eeuw: Studentencompagnieën
De geschiedenis van de Nederlandse studentenweerbaarheid gaat terug tot in de 17de eeuw. In 1665 begon de Tweede Engels-Nederlandse Oorlog. De Republiek was in oorlog met Engeland en Bernhard von Galen, Duits krijgsheer en tevens de bisschop van Münster, achtte de tijd rijp om zijn oude geschillen met zijn westelijke buur definitief op te lossen. Met Engelse subsidie trok hij Gelderland binnen en na ook Overijssel veroverd te hebben belaagde hij Groningen. Zeer veel studenten boden aan om te helpen de stad te verdedigen en er werd een aparte compagnie opgericht. Omdat het niet tot een belegering van de stad kwam werd deze twee maanden later, met dank van de Staten, ontbonden. Tijdens het rampjaar 1672 werden de studentencompagnieën opnieuw opgericht, ter verdediging van hun steden. In de stad Groningen droegen de studenten veel bij aan de verdediging van de vesting. Ook in de 18de eeuw waren er in meerdere universiteitssteden exercitiegenootschappen en -gezelschappen aanwezig, die zich oefenden in de omgang met wapens. Deze groepen tierden enige decennia lang welig.

### 1831: Jagerscompagnieën tijdens de Tiendaagse Veldtocht
Met het ontstaan van het Verenigd Koninkrijk der Nederlanden in 1815, na afloop van de Franse overheersing, boden de Leidse en Utrechtse studenten hun gewapende diensten aan voor het landsbelang. Geformeerd in zogeheten Jagerscompagnieën werden ze ingezet tegen een mogelijke aanval van de Fransen. De meest bekende actie van de studentenweerbaarheden was die in 1831 tijdens de Tiendaagse Veldtocht. Op een oproep van Koning Willem I om de Belgische opstand de kop in te drukken en de orde in het koninkrijk te herstellen, reageerden onder andere studenten uit Amsterdam, Utrecht, Leiden, Groningen en Franeker enthousiast. Er werden zelfstandige compagnieën opgericht, of men werd ingedeeld bij bestaande schutterijen, en men trok op naar het zuiden om gevecht te leveren.
Voor vertrek worden de Jagers enthousiast met toespraken en kerkdiensten uitgezwaaid voor hun strijd tegen "het muitziek rot der Belgen”, zoals onder andere in Leiden door de kerkhistoricus Prof. dr. Nicolaas Christiaan Kist, die op 12 december 1830 voorging in een dienst in de Pieterskerk.

Uit deze compagnieën is een aantal hedendaagse studentenweerbaarheden voortgekomen. Naar men zegt is het tot het werkelijk leveren van strijd echter niet gekomen, hoewel er in de veldtocht wel een student is gesneuveld: de uit Kampen afkomstige Lodewijk Beeckman kreeg op 5 augustus 1831 tijdens de gevechten bij Beringen een kogel door zijn hoofd. Enkele andere studenten bezweken aan ziekte of ongelukken. In de tiendaagse veldtocht dienden de studenten als flankeurs of jagers.

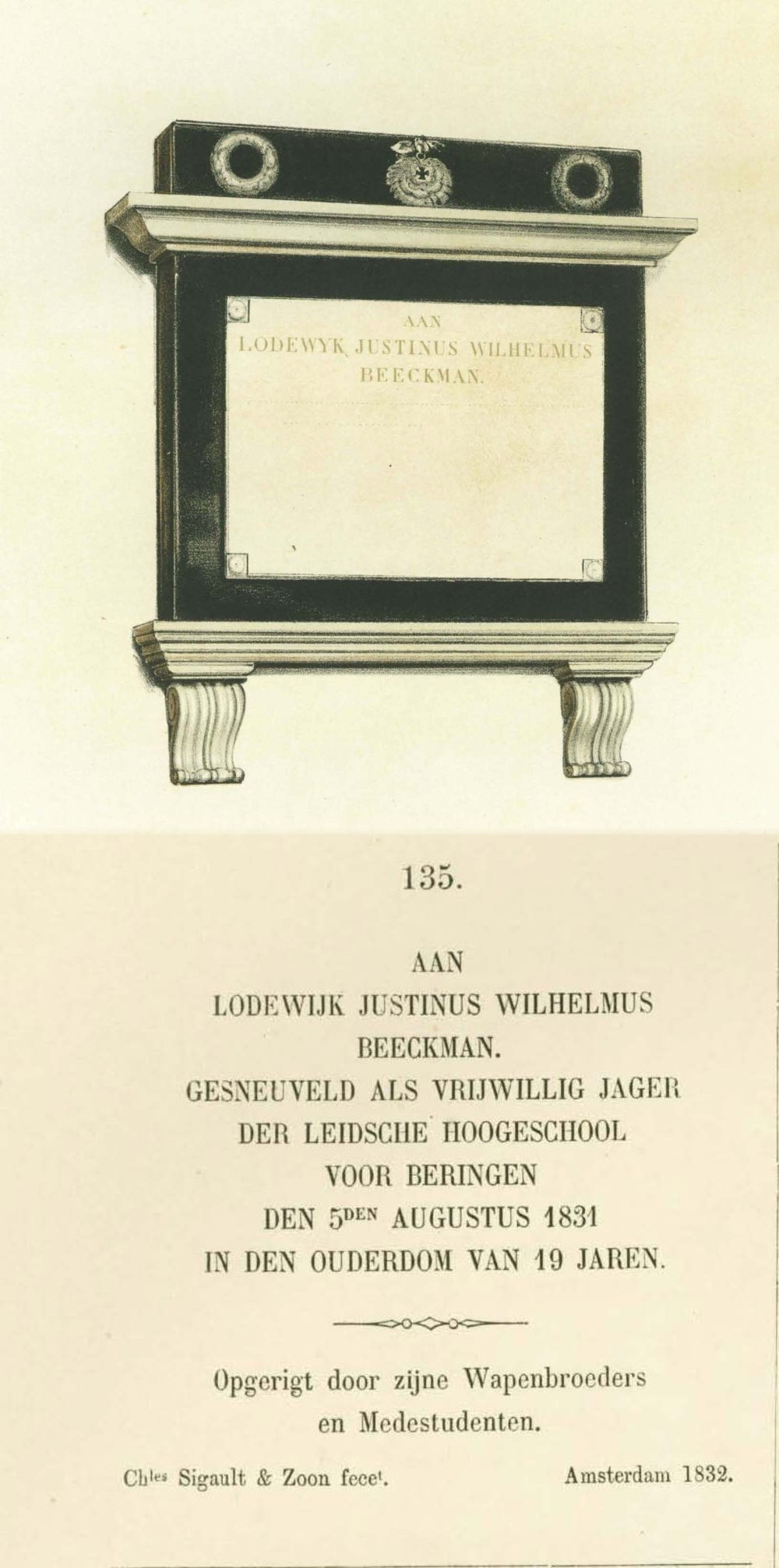
Monument voor de gesneuvelde Leidse Jager L.J.W. Beeckman, 1832 in de Leidse Pieterskerk

Ook bij terugkeer worden de Leidse vrijwilligers enthousiast ingehaald, opnieuw in de Pieterskerk, op 28 september 1831, waar de Rector Magnificus, Prof. W.A. van Hengel de "heldhaftige jongelingschap, de geliefde kweekelingen der Leidsche Hoogeschool" een welkom toeriep. Enige dagen later, op 3 oktober, leidde voornoemde N.C. Kist de traditionele dankdienst voor Leidens Ontzet, die hij geheel in het teken zette van de behouden terugkeer der vrijwillige studenten.

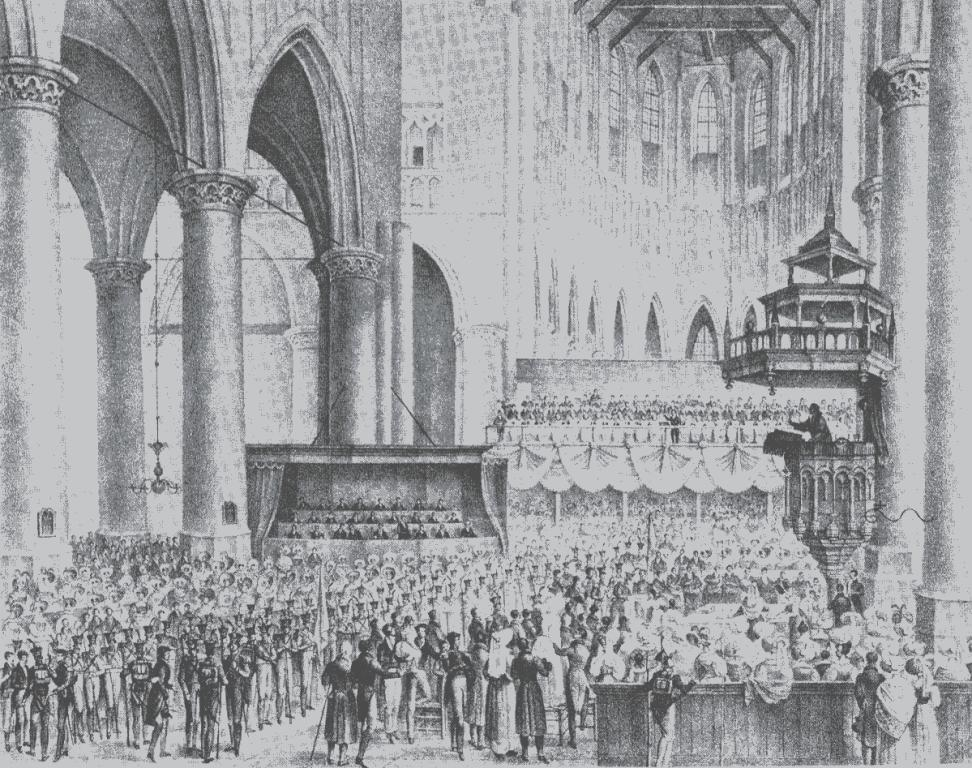
"Plegtige verwelkoming der H.H. Studenten, vrijwillige Leidsche jagers en uitreiking der eerepenningen voor hunne heldenmoed, 23 september 1831 in de Pieterskerk te Leiden"

### 1866: De eerste studentenweerbaarheden
In de zestiger jaren van de 19e eeuw was Europa het toneel van vele gevechtsacties. Koning Willem III was beducht voor de Pruisische expansiepolitiek en bevorderde op allerlei manieren de weerbaarheidsgedachte onder zowel burgers als studenten, zodat vele weerbaarheidsverenigingen opbloeiden en er vele tientallen bij kwamen. Deze verenigingen hadden de landsverdediging op het oog, en oefenden in het omgaan met wapens, en in de voorbereiding op de krijgsdienst. Het leidde in 1866 tot de oprichting van de eerste studentenweerbaarheden, in respectievelijk Utrecht en Leiden. In 1880 volgde Amsterdam.
De eerste studentenweerbaarheden ontstonden als ondervereniging van de studentencorpora (andere soorten studentenverenigingen bestonden in die tijd niet). Dit waren in die tijd bolwerken van liberalen. Waar bij de oudere generatie liberalen nog de nadruk lag op rationalisme, speelden kracht en idealen voor de nieuwe generatie een grotere rol. De behoefte om zich vrijwillig en praktisch in kunnen zetten voor de gemeenschap vloeide hieruit voort.
In de landsverdediging speelden de weerbaarheden geen rol. Door de tijd heen werden de voorbereiding op de krijgsdienst daarom langzamerhand minder belangrijk, en de betrokkenheid bij het koningshuis en de krijgsmacht kwam vooral tot uiting door het verrichten van eerbetoon en de aanwezigheid bij oefeningen van de landmacht. Wel hield men zich door middel van trainingen en wedstrijden bezig met de schietsport, werd er geexerceerd op evenementen als de Nijmeegse Vierdaagse en vormden de studenten erewachten bij speciale gelegenheden van het koninklijk huis, zoals koninklijke huwelijken, inhuldigingen en regeringsjubilea.

### 1935: Wet op de Weerkorpsen
In 1935 werd de Wet op de weerkorpsen van kracht. Deze was deels bedoeld om de oprichting van ordediensten van de NSB tegen te gaan, maar ook om het optreden van bestaande ordediensten en burgerwachten te reguleren. Ook de studentenweerbaarheden vielen voortaan onder deze wet. Dit hield in dat er voor het mogen oprichten van een eenheid voortaan toestemming van de overheid nodig was, net als voor het mogen dragen van een uniform. Bij het uitbreken van een oorlog zouden de studentenweerbaarheden geen rol hebben bij de Nederlandse krijgsmacht, en zouden zij formeel direct moeten worden ontbonden.).
Tijdens de Koude Oorlog stonden de weerbaarheden onder speciale bescherming van Prins Bernhard, die gezien de slechte ervaringen van de Tweede Wereldoorlog, toen er na de Duitse inval in 1940 amper georganiseerd en gewapend verzet mogelijk was, de weerbaarheden een belangrijke rol bij een communistische verovering als verzetsclubs toebedacht. Pas ná de bezetting zouden ze een rol moeten spelen (ze waren immers burgers en geen militairen die zich hadden overgegeven) en waren er afspraken met de toenmalige Provinciale Militaire Commandanten (PMC's), dat wapens direct na de overgave van de krijgsmacht door hen uit depots weggehaald mochten worden. Mogelijk waren de studentenweerbaarheden ook ingelicht over de geheime "operatie Gladio" opslagplaatsen.

### 1960: Nieuwe weerbaarheden
In de jaren 1960 werd er door de veranderende tijdgeest anders naar de weerbaarheden gekeken. Binnen de studentenwereld beschouwde men het nationalistisch en militaristisch karakter van de weerbaarheden niet meer van deze tijd. Er werd door de landelijke Studentenraad gepleit voor een uniformverbod, en door anderen zelfs voor opheffing. Er werden echter geen weerbaarheden opgeheven, integendeel. Van origine behoorden alle weerbaarheden als ondervereniging tot een studentencorps. Pas sinds halverwege de 20ste eeuw kwam hier verandering in. Het ministerie van Defensie besloot dat elke universiteitsstad een eigen studentenweerbaarheid mocht hebben. Dit maakte de weg vrij tot het oprichten van weerbaarheden in studentensteden waar zich geen corps bevond. In Den Haag werd een nieuwe weerbaarheid opgericht, het Haagsch Studenten Schutters Korps 'Pro Libertate', als subvereniging van de (niet corporale) HSV. Een universiteit bestond er in Den Haag echter niet, waardoor het enkele decennia zou duren voordat de Haagse weerbaarheid door het ministerie van Defensie werd erkend en er een ceremonieel uniform gedragen mocht worden. In 1977 werd zij zelfstandig als enige van de studentenweerbaarheden.

## Studentenweerbaarheden
Er zijn zeven weerbaarheden die traditioneel tot een corps behoren, en die zich verenigd hebben in het Studenten Weerbaarheden Convent (SWC). Drie van deze SWC-weerbaarheden zijn dragers van het predicaat "Koninklijk". De weerbaarheden van Enschede en Nijmegen vallen onder een ander soort vereniging, en de weerbaarheid van Den Haag is sinds 1977 zelfstandig.
| SWC? | Stad       | Vereniging | Opgericht            | Subvereniging van                           | Moederregiment                                               |
| ---- | ---------- | --- | -------------------- | ------------------------------------------- | ------------------------------------------------------------ |
| Ja   | Utrecht    | Koninklijke Utrechtsche Studenten Vereeniging tot Vrijwillige Oefening in den Wapenhandel (K.U.S.V.t.v.O.i.d.W.)                      | 2 juni 1866          | Utrechtsch Studenten Corps                  | Garderegiment Grenadiers en Jagers (stamregiment Jagers)     |
| Ja   | Leiden     | Koninklijke Leidsche Studenten Vereeniging tot Vrijwillige Oefening in den Wapenhandel 'Pro Patria' (K.L.S.V.t.O.i.d.W. ‘Pro Patria’) | 3 november 1866      | L.S.V. Minerva                              | Garderegiment Grenadiers en Jagers (stamregiment Grenadiers) |
| Ja   | Amsterdam  | Koninklijke Studenten Schietvereeniging (K.S.S.)                                                                                      | 26 november 1880     | A.S.C./A.V.S.V.                             | Korps Veldartillerie                                         |
| Ja   | Delft      | Delftsche Studenten Weerbaarheid (D.S.W.)                                                                                             | 22 maart 1890        | Delftsch Studenten Corps                    | Regiment Limburgse Jagers                                    |
| Ja   | Wageningen | Wageningsche Studenten Schietvereniging "Transvaal" (W.S.S. Transvaal)                                                                | 30 januari 1900      | W.S.V. Ceres                                | Regiment Infanterie Oranje Gelderland                        |
| Ja   | Rotterdam  | Rotterdamsche Studenten Schietvereniging "De Schutterij" (R.S.S. "De Schutterij")                                                     | 9 maart 1959         | R.S.C./R.V.S.V.                             | Garderegiment Fuseliers Prinses Irene                        |
| Ja   | Groningen  | Groningsche Studenten Schietvereniging 'Tyr'                                                                                          | heropgericht in 1959 | G.S.C. Vindicat atque Polit                 |                                                              |
| Nee  | Nijmegen   | Nijmeegsche Studenten Schiet Vereeniging 'Het Vendel' (N.S.S.V. 'Het Vendel')                                                         | 1 januari 1931*      | NSV Carolus Magnus                          | Regiment Stoottroepen Prins Bernhard                         |
| Nee  | Den Haag   | Haagsch Studenten Schutters Korps 'Pro Libertate' (HSSK 'Pro Liberate')                                                               | 4 maart 1959         | Zelfstandig (tot 1977 onderdeel van de HSV) | Regiment Van Heutsz                                          |
| Nee  | Enschede   | Enschedese Studenten Schietvereniging 'Ares' (E.S.S. 'Ares')                                                                          | 27 maart 1998        | DSCC/DJCR 'Audentis et Virtutis'            | Regiment Infanterie Johan Willem Friso                       |

* 'Het Vendel' werd ontbonden op last van de bezetter op 1 juni 1940, doch heropgericht op 1 november 1945

## Algemene gebruiken en activiteiten
Iedere weerbaarheid heeft zekere banden met Defensie, via een moederregiment dat aan de weerbaarheden de mogelijkheid biedt om bepaalde militaire trainingen te volgen en mee te doen met schietoefeningen. De functie hiervan is het aanhalen van de banden tussen burgers en defensie, en het op deze manier informeel kunnen kennismaken met de krijgsmacht.

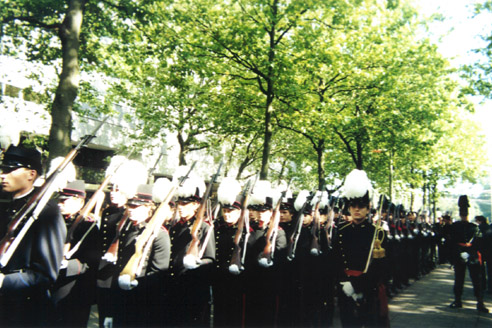
De Amsterdamse Studentenweerbaarheid op Prinsjesdag 2000

De bestuursleden van een weerbaarheid zijn gedurende hun termijn dragers van een militaire rang. Dit komt onder meer tot uiting in het ceremoniële tenue; bestuurders dragen de CT-samenstelling voor officieren: oranje bandsjerp, officiersepauletten en officiersfourragère.

Tijdens evenementen als Prinsjesdag, de dodenherdenking op de Dam in Amsterdam, staatsbegrafenissen en in 2002 het huwelijk van prinses Maxima en prins Willem-Alexander vormen leden van de weerbaarheden een afzetting, gekleed in ceremoniële uniformen, veelal uit de 19de eeuw. Als ceremonieel wapen wordt hierbij een onklaar gemaakt FAL-geweer gebruikt. Verder lopen er pelotons weerbaarheden mee in marsen zoals de Nijmeegse Vierdaagse en de mars van Diekirch.

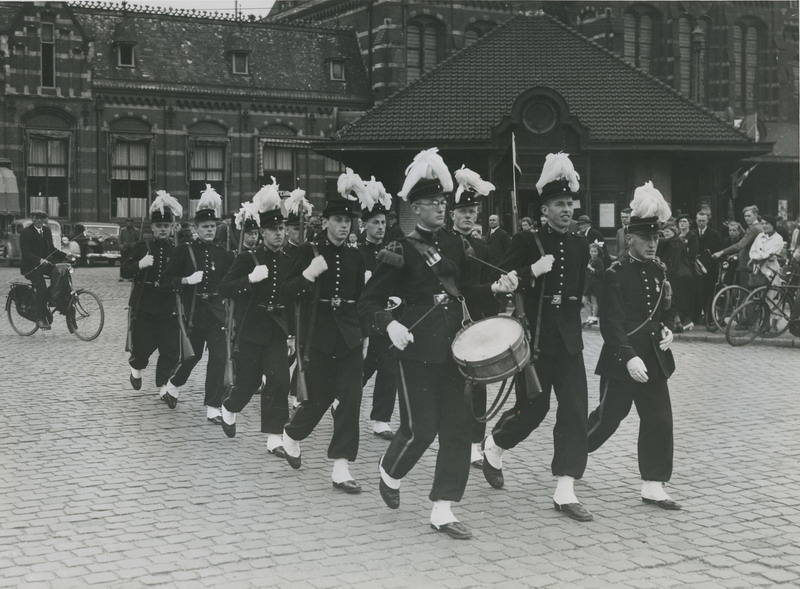
De Utrechtse Studentenweerbaarheid op de Nijmeegse Vierdaagse van 1937

Sinds 1998 wordt er door de weerbaarheden onderling jaarlijks gestreden om de Prins Bernhardtrofee, vernoemd naar prins Bernhard, in leven beschermheer van de studentenweerbaarheden. Deze prijs wordt tegenwoordig jaarlijks uitgereikt door de huidige beschermheer van de studentenweerbaarheden, de inspecteur-generaal der Krijgsmacht, tijdens de IGK-borrel op De Zwaluwenberg (het voormalig werkpaleis van Prins Bernhard). Verder kennen alle weerbaarheden het weerbaarhedenlied, dat een studentikoze variant is op "de buste van Marie", een oud soldatenlied dat ontstaan is rond 1840.
Een deel van de weerbaarheden laat geen vrouwen toe, of geeft hen slechts beperkte mogelijkheden voor het meedoen aan activiteiten. Zo zijn er bij de weerbaarheid in Delft wel enkele tientallen vrouwen lid, maar zijn er geen ceremoniële tenues beschikbaar, waardoor ze niet mee kunnen doen met bijvoorbeeld het vormen van de erehaag op Prinsjesdag. Verder kennen in ieder geval Leiden (sinds 1999), Wageningen en Den Haag (sinds 1959) ook vrouwen binnen hun gelederen. In Den Haag werd in 2014 de eerste vrouwelijke korpscommandant aangesteld.

## Baretembleem
Bij het militaire werktenue dragen de leden van studentenweerbaarheden een baret (tot 2005 een bruine, en sindsdien een 'petrol' (soort blauwgroen)) met het baretembleem van de studentenweerbaarheden..

Het lag lang in de bedoeling de studentenweerbaarheden op te nemen in de Nationale Reserve. Dat is echter nooit gebeurd. Wel werd in de jaren ’60 een baretembleem ontworpen. Het werd evenals de officiële emblemen van de KL ontworpen door F.J.H.Th. (Frans) Smits (1915-2006) van het Kabinet van de Minister van Oorlog/Defensie. Het ontwerp is geheel in de stijl van alle naoorlogse baretemblemen van de KL, behalve dat de ruimtes binnen de gesp 'dicht' zijn. Het baretembleem van de studentenweerbaarheden werd buiten defensie om vervaardigd en is geen officieel KL-embleem.
Baretgesp

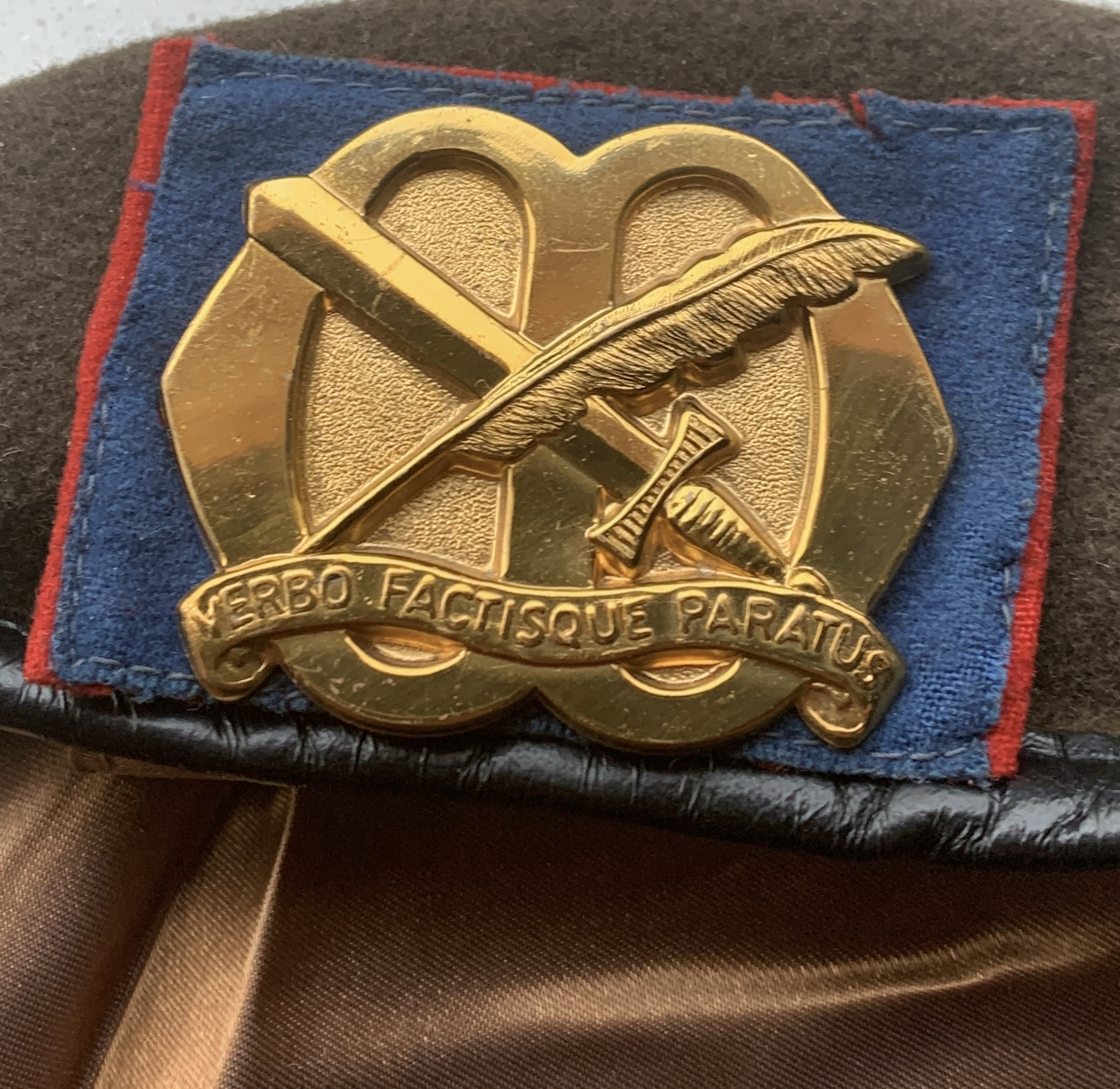
Het oorspronkelijke ontwerp van de baretemblemen van de studentenweerbaarheden. Dit betreft het oorspronkelijke baretembleem van de Koninklijke Studenten Schietvereeniging.

De basis van het embleem is net als bij alle KL baretemblemen een gestileerde 'W' die verwijst naar de toenmalige Koningin Wilhelmina (1880-1962). De vorm lijkt op een gesp en daarom worden de baretemblemen ook wel aangeduid als baretgesp. De gesp is van goudkleurig metaal en is 46 mm hoog en 58 mm breed. Op het embleem staan een romeins zwaard (de gladius) en een ganzenveer gekruist afgebeeld. Het zwaard staat voor strijd en de weerbaarheid van Nederland, de ganzenveer staat voor de wetenschap. Beneden het zwaard en de veer staat op een banderol de zinspreuk van de studentenweerbaarheden vermeld: verbo factisque paratus. Dit betekent "in woord en daad paraat".:p55
Ondergrond
De emblemen werden oorspronkelijk gedragen op een donkerblauw ondergrondje van laken van 4,8 cm x 7 cm, met aan beide korte zijden een bies van ±2 mm breed, die voor iedere weerbaarheid een verschillende kleur had:
- Amsterdam - donkerrood
- Rotterdam - geel
- Utrecht - groen
- Den Haag - oranje
- Delft - zwart
- Leiden - lichtblauw
- Wageningen - bruin
- Groningen - wit
- Enschede - rood

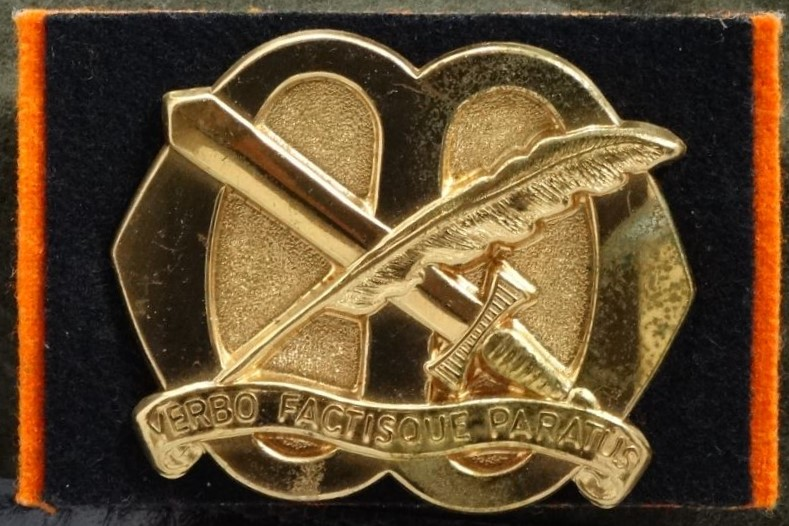
Baretembleem studentenweerbaarheid (met ondergrondje HSSK 'Pro Libertate')

Een aantal weerbaarheden nam het baretembleem in gebruik. Na verloop van tijd werden de emblemen ook wel met de ondergrondjes van de moedereenheden gedragen. Ook werden in de loop van de tijd wel de emblemen van de moedereenheid gebruikt, omdat de emblemen van de studentenweerbaarheid schaarser werden. Het kwam zelfs voor dat er geheel geen embleem op de baret gedragen werd.
Rond 2005 (?) heeft het Haagsch Studenten Schutters Korps 'Pro Libertate' nieuwe emblemen laten vervaardigen. Deze wijken enigszins af van de originele, doordat ze ‘open’ zijn, en voorzien zijn van een NATO-sluiting, i.p.v. oogjes zoals de originele hadden. Pro Libertate draagt het embleem met het zwarte ondergrondje met oranje biezen van hun moedereenheid, het Regiment Van Heutsz.

## Bekende oud-leden
- Joseph Luns (Amsterdam)
- Oscar Hammerstein (Leiden)
- Hans van Baalen (Leiden)
- Pieter-Christiaan van Vollenhoven (Utrecht)

Zie ook: Weerbaar en Student · Weerbaarhedenlied · Prins Bernhardtrofee